# Kaliumdicyanidoaurat(I)
Kaliumdicyanidoaurat(I), K[Au(CN)2], ist ein Kalium-Salz des komplexen Dicyanidoaurat(I)-Anions [Au(CN)2]−. Der Goldgehalt des Salzes liegt bei ungefähr 68,2 %. Der Komplex ist 100-fach stabiler als gelbes Blutlaugensalz.
{\displaystyle \mathrm {Au^{+}+2\ CN^{-}\rightleftharpoons [Au(CN)_{2}]^{-}} \quad \quad K_{A}=\mathrm {\frac {[[Au(CN)_{2}]^{-}]}{[Au^{+}]\cdot [CN^{-}]^{2}}} =1,0E+37}
Durch diese Komplexierung sinkt die Goldionen-Konzentration in Wasser derart extrem, dass dadurch das Normalpotential von Gold (+1,69 Volt) auf das Potential eines unedlen Metalls (+0,20 Volt) reduziert wird. Daher gelingt bei der Cyanid-Laugerei die Oxidation von elementarem Gold mit Luftsauerstoff.

## Cyanid-Laugerei
Bei der Goldgewinnung (Cyanid-Laugerei) bilden sich Lösungen von Kaliumdicyanidoaurat(I):
{\displaystyle \mathrm {4\ Au\ +\ 8\ KCN\ +\ O_{2}\ +\ 2\ H_{2}O\ \longrightarrow } } {\displaystyle \mathrm {\ 4\ K[Au(CN)_{2}]\ +\ 4\ KOH} }
Zur Isolierung des Goldes in Elementarform wird anschließend dieser Komplex mit Zink (Zn) reduziert:
{\displaystyle \mathrm {2\ K[Au(CN)_{2}]\ +\ Zn\ \longrightarrow } } {\displaystyle \mathrm {\ K_{2}[Zn(CN)_{4}]\ +\ 2\ Au} }

## Verwendung
Die Verbindung wird in der Galvanotechnik zum Vergolden leitfähiger Materialien benutzt. Bei der Elektrolyse werden diese als Minus-Pol geschaltet. In diesem Kathoden-Bereich werden die [Au(CN)2]−-Anionen zu einer dünnen Goldschicht reduziert.